# Oleoducte

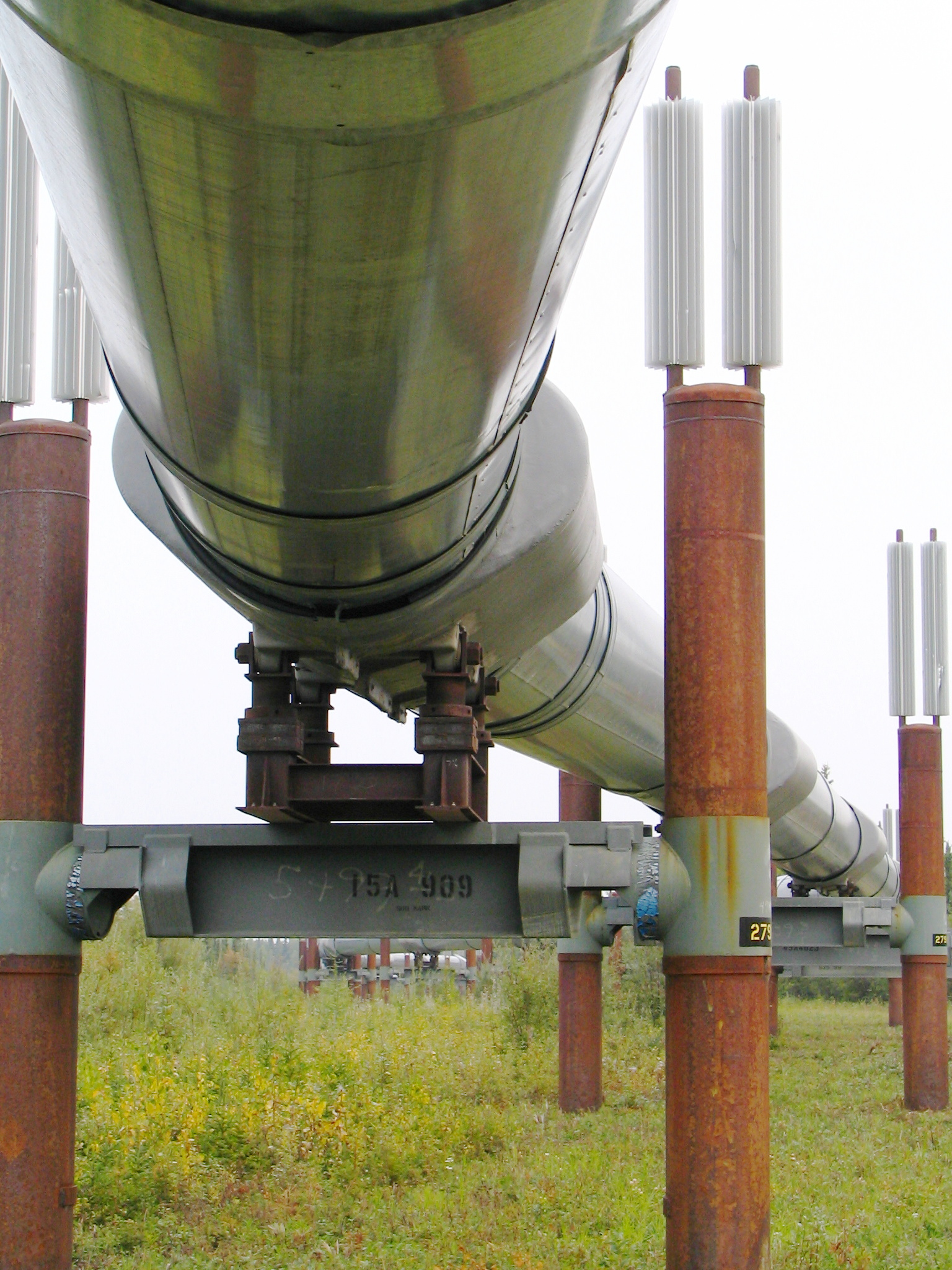
Foto d'un oleoducte lleugerament elevat sobre el sòl en Alaska.

Oleoducte és la canonada i instal·lacions connexes utilitzada per al transport de petroli, els seus derivats i biobutanol, a grans distàncies. L'excepció és el gas natural, també derivat del petroli, les canonades pel transport del qual, es denominen gasoductes, per estar en estat gasós a temperatura ambient.
Van ser pioners en el transport per mitjà d'oleoductes les companyies de Vladímir Shújov i Branobel, a la fi del segle xix.

## Construcció
Els oleoductes són la manera més econòmica de transportar grans quantitats de petroli per terra. Comparats amb el ferrocarril, tenen un cost menor per unitat i també major capacitat.
A pesar que es poden construir oleoductes sota el mar, el procés és altament costós tant tecnològica com econòmicament; en conseqüència, la major part del transport marítim es fa per mitjà de bucs petroliers.
Els oleoductes es fan de tubs d'acer o plàstic amb un diàmetre intern d'entre 30 i 120 centímetres. On sigui possible, es construeixen sobre la superfície. Tanmateix, en àrees que més desenvolupades, urbanes o amb flora sensible, s'enterren a una profunditat típica d'1 metre.

## Operació
El petroli es manté en moviment per mitjà d'un sistema d'estacions de bombament construïdes al llarg de l'oleoducte i normalment flueix a una velocitat d'entre 1 i 6 m/s. A vegades s'utilitza l'oleoducte per a transportar dos productes diferents o més, sense fer cap separació física entre els productes. Això crea una interfase resultat de la barreja dels productes. Aquesta interfase ha de retirar-se en les estacions de recepció dels productes per a evitar contaminar-los.
El petroli cru conté quantitats variables de cera o parafina la qual es pot acumular dintre de la canonada. Per a netejar-la, poden enviar-se indicadors d'inspecció d'oleoductes, també conegut com a pigs pel seu nom en anglès, mecànics al llarg de la canonada periòdicament.

## Accidents
Els oleoductes transporten material inflamable i volàtil, pel que són font de preocupacions de seguretat 
- 17 d'octubre de 1998 - a Jesse en el delta del riu Níger a Nigèria, un oleoducte va fer explosió matant a unes 1200 persones, algunes de les quals estaven recollint gasolina. Aquest és el pitjor de diversos accidents similars en aquest país.
- 4 de juliol de 2002 - La ruptura de l'oleoducte de Enbridge va alliberar petroli cru prop de Cohasset, Minnesota.
- 12 de maig de 2006 - un oleoducte va tenir ruptures a prop de Lagos a Nigèria. Un màxim de 200 persones podien haver mort en aquell accident.